# Keikogi
Keikogi (稽古着 / 稽古衣 (kê cổ trứ/kê cổ y)) hoặc dōgi (道着) là một bộ đồng phục để luyện tập, sử dụng trong võ thuật có nguồn gốc từ Nhật Bản, hoặc budō. (Keiko trong tiếng Nhật có nghĩa là rèn luyện, luyện tập, gi nghĩa là quần áo, trang phục.) Nguyên mẫu cho keikogi hiện đại xuất hiện vào cuối thế kỷ 19. Keikogi được phát triển bởi người sáng lập judo là Kanō Jigorō. Nhà sử học võ thuật Nhật Bản Dave Lowry cho rằng Kanō đã lấy nguyên mẫu thiết kế đồng phục từ những chiếc áo khoác nặng làm từ cây gai dầu tên là "hanten" của người làm nghề cứu hỏa xưa của Nhật Bản. Đến năm 1920, keikogi như hiện nay đã được mặc bởi các võ sinh của Kanō để luyện tập judo. Đạo đường Kodokan (trụ sở chính của môn judo) có lưu trữ một bức ảnh chụp vào năm 1920 cho thấy Kanō đang mặc một bộ keikogi hiện đại.

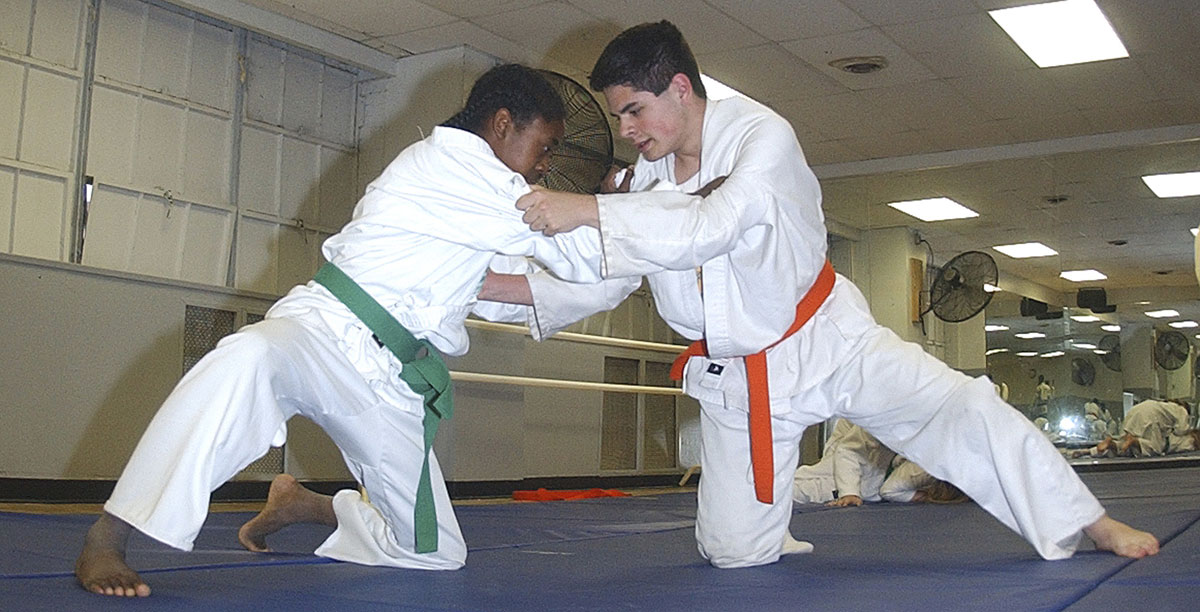
Hai judoka đang mặc judogi

Cho đến những năm 1920, việc luyện tập karate Okinawa thường được diễn ra với trang phục hàng ngày. Với tình hình xã hội giữa người Nhật và người Okinawa trong thời gian này, karate bị xem là tàn nhẫn so với võ thuật Nhật Bản vốn có gốc rễ từ văn hoá samurai, chẳng hạn như jujutsu. Để giúp quảng bá karate với người Nhật, Funakoshi Gichin—người sáng lập phái karate Shotokan và người hướng dẫn chịu trách nhiệm truyền bá karate vào lục địa Nhật Bản—đã tiếp nhận một phong cách đồng phục tương tự như thiết kế của Kanō. Theo thời gian, các học viên karate đã sửa đổi keikogi cho karate bằng cách làm sáng các sợi vải và thêm dây được gắn vào bên trong áo khoác để giữ cho áo được nai nịt gọn gàng. Áo khoác cũng được giữ chặt bằng các đai hoặc obi.
Phần trên cùng của keikogi gọi là uwagi (uwa nghĩa là "phía trên"). Quần của keikogi được gọi là shitabaki, cũng có nghĩa là quần.
Trong thời hiện đại, một người có thể mặc một bộ đồng phục có màu sắc bất kì. Trong các cuộc thi judo, một thí sinh mặc đồng phục trắng và đối thủ của người đó mặc đồng phục màu xanh. Tuy nhiên, theo truyền thống, keikogi có màu trắng.
Trong tiếng Anh, keikogi hầu như luôn được nhắc đến đơn giản là gi, là một cách sử dụng sai từ này bằng tiếng Nhật, nhưng được hiểu rõ trong ngữ cảnh. Thường thì keiko được thay thế bằng tên của loại võ thuật Nhật Bản đang được luyện tập.
Trong tiếng Nga, Ba Lan và Pháp, loại đồng phục này thường bị gọi sai là kimono.
Một số ứng dụng thường thấy của keikogi bao gồm:
- Aikidogi (合気道着 hoặc 合気道衣, đồng phục aikido)
- en:Brazilian Jiu-Jitsu gi / kimono (đồng phục Nhu thuật Brasil)
- Judogi (柔道着 hoặc 柔道衣, đồng phục judo)
- Jujutsugi (柔術着 hoặc 柔術衣, đồng phục jujutsu)
- Karategi (空手着 hoặc 空手衣, đồng phục karate)
- Kendogi (剣道着 hoặc 剣道衣, đồng phục kendo), bao gồm một uwagi và một hakama
- Sambovka (áo khoác Sambo Kurtka).

Keiko cũng có thể được thay thế bởi dō, đề cập đến con đường, có nghĩa là cả võ thuật và lối sống của võ sĩ. Trong trường hợp này, nó giống với thuật ngữ đồng phục võ thuật của Triều Tiên, dobok.

## Chất liệu của keikogi
- Sợi dệt đơn: Một vật liệu mỏng hơn, mát hơn để sử dụng cho mùa hè.
- Sợi dệt kép: Một vật liệu rất dày, không mát bằng các loại sợi khác.
- Sợi dệt vàng: Độ dày ở giữa khoảng sợi dệt đơn và sợi dệt kép, ban đầu được yêu cầu bởi Liên đoàn Nhu thuật Brasil Quốc tế, nhằm chuẩn hóa các bộ đồng phục gi cho các cuộc thi.[5]
- Sợi dệt bạch kim: Mỏng hơn sợi dệt vàng, mát hơn để sử dụng cho mùa hè.